# Kurt Haseloff

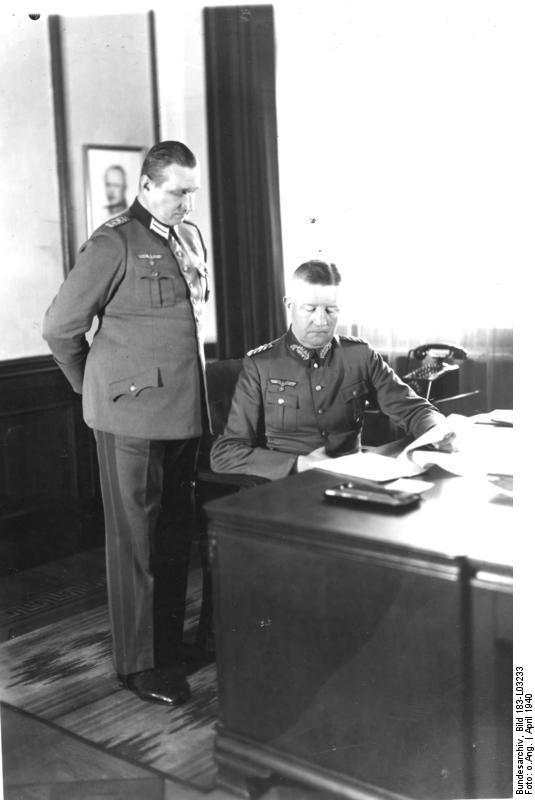
Haseloff (stehend) und General Friedrich Fromm, 1940

Kurt Haseloff (* 18. März 1894 in Metz; † 30. September 1978 in München) war ein deutscher Generalmajor im Zweiten Weltkrieg.

## Leben
Haseloff trat mit Ausbruch des Ersten Weltkrieges am 3. August 1914 als Fahnenjunker in die Ersatz-Abteilung des Garde-Schützen-Bataillons der Preußischen Armee ein. Ende des Monats erfolgte seine Versetzung in das Reserve-Jäger-Bataillon Nr. 16 und Mitte Oktober 1914 kam er zum Bataillon an die Front. Bereits einen Monat später erfolgte seine Versetzung zum Garde-Schützen-Ersatz-Bataillon. Haseloff erkranke Ende Dezember 1914 und befand sich im März 1915 im Lazarett sowie zur Kur im Reservelazarett Bad Altheide. Dort erfolgte Ende Mai 1915 seine Beförderung zum Leutnant. Im weiteren Verlauf des Krieges befand er sich beim Stab der Jäger-Division und erhielt für sein Wirken neben beiden Klassen des Eisernen Kreuzes das Österreichische Militärverdienstkreuz III. Klasse mit der Kriegsdekoration sowie die Silberne Tapferkeitsmedaille.
Er wurde nach Kriegsende in die Reichswehr übernommen, war u. a. im 9. (Preußisches) Infanterie-Regiment tätig und avancierte bis Anfang November 1934 zum Major.
Nach dem Beginn des Zweiten Weltkriegs stieg Haseloff am 1. Dezember 1939 zum Oberst auf und war ab dem 15. Februar 1940 als Chef des Stabes des Chefs der Heeresrüstung und Befehlshabers des Ersatzheeres tätig. Am 1. März 1941 wurde er Kommandeur der 5. Schützen-Brigade (am 5. Juli 1942 umbenannt in 5. Panzer-Grenadier-Brigade, später im Jahr 1942 aufgelöst, siehe 5. Panzer-Division). Vom 20. Oktober bis zum 31. Dezember 1942 befand er sich in der Führerreserve und wurde anschließend unter Beförderung zum Generalmajor Chef des Generalstabes des Kommandierenden Generals des Wehrkreises im Generalgouvernement. Nach einer erneuten Versetzung in die Führerreserve war Haseloff war er ab dem 6. Mai 1944 Chef der Heeresabteilung im Oberkommando des Heeres. Nach dem Attentat vom 20. Juli 1944 wurde er vom Dienst enthoben und zunächst erneut in die Führerreserve versetzt. Am 1. Februar 1945 ordnete Himmler auf persönlichen Befehl seine Entlassung aus dem aktiven Dienst und Überführung in ein Konzentrationslager an, dies wurde jedoch nicht mehr durchgeführt.